# Хмельники (Морозовское сельское поселение)
Хмельники — деревня в Тейковском районе Ивановской области России, входит в состав Морозовского сельского поселения.

## География
Деревня находится у границы с Владимирской областью, к востоку от автодороги Р600, на расстоянии примерно 29 км к югу от города Тейково, административного центра района.

### Часовой пояс
Деревня Хмельники, как и вся Ивановская область, находится в часовой зоне МСК (московское время). Смещение применяемого времени относительно UTC составляет +3:00.

## История
В 1971 году в деревне была ферма, два колхозных двухподъездных дома, всего более полуста домов, большое стадо коров, два пруда. До 2009 года входила в состав упразднённого Сокатовского сельского поселения

## Население
| 1859 | 1905 | 2010 |
| ---- | ---- | ---- |
| 196  | ↘143 | ↘6   |